# 趙璜
趙璜（1463年—1532年），字廷實，號西峰，江西承宣布政使司吉安府安福縣（今江西省安福縣）人，明朝政治人物，弘治庚戌進士。官至工部尚書。

## 生平
趙璜从小随父在外為官，曾坠江而不死。长大后，曾拾金不昧，物歸原主。江西鄉試第十一名，弘治三年（1490年）庚戌科二甲進士，授工部主事，改兵部主事，歷任兵部員外郎，出任濟南府知府，為政廉明，政績卓出。正德二年（1507年）閏正月升任順天府丞，因劉瑾所惡，三月受巡撫朱欽之事連坐而下詔獄除名。劉瑾被誅，五年九月復官，六年十一月晉升爲右僉都御史，巡撫宣府。次年調任山東巡撫，平定曲阜盜亂等。十年五月升任工部右侍郎，兼都察院左佥都御史，總理河道，以邊警改理畿輔戎備。事定，十一年冬賑濟順天府等地饑荒，十二年二月回京佐部事。
明世宗即位后，十六年（1621年）五月進工部左侍郎，掌管部事，隨即在嘉靖元年（1622年）冬升工部尚书。在任期間減少皇宮以及各地營造與工程。嘉靖六年三月以考察自陳，與秦金一同致仕。嘉靖十一年（1532年）四月，起復官職，未上任而去世。贈太子太保，諡莊靖。

## 家族
曾祖趙順茂；祖父趙敏，知縣；父趙常，前教諭。母鄧氏；繼母陳氏。具慶下。

## 延伸阅读
[在维基数据编辑]
 《國朝獻徵錄·卷之五十》，出自焦竑《國朝獻徵錄》
 《明史卷一百九十四》，出自《明史》

| 官衔        | 官衔                       | 官衔        |
| ----------- | -------------------------- | ----------- |
| 前任： 陶琰 | 明朝工部尚書 1522年-1527年 | 繼任： 童瑞 |
| 前任： 蔣瑤 | 明朝工部尚書 1532年        | 繼任： 聶賢 |